# Guy Foucher
Guy Foucher é um cirurgião francês considerado o pioneiro e pai da cirurgia das mãos da Europa. Realiza este tipo de cirurgias desde 1980. Publicou, em janeiro de 2007, o livro Reconstructive Surgery in Hand Mutilation. Além dos livros Current Practice in Hand Surgery, Pediatric Upper Limb, Fingertip and Nailbed Injuries e An Atlas of Digit Reconstruction : The Ray and Cascade Principle.